# 塞里奥河畔莫尔尼科
塞里奥河畔莫尔尼科（義大利語：Mornico al Serio），是意大利贝加莫省的一个市镇。总面积6平方公里，人口2833人，人口密度472.2人/平方公里（2009年）。国家统计（ISTAT）代码为016141。